# Isabelle d'Arménie (morte en 1252)
 (janvier 2015).
Pour l’article homonyme, voir Isabelle d'Arménie.
Isabelle ou Zabel d'Arménie (en arménien Զապել), née en 1216 et morte en 1252, est une reine d'Arménie de 1219 à 1252. Elle est la fille de Léon II, roi d'Arménie, et de Sibylle de Lusignan. Elle est également la dernière des Roupénides.

## Biographie
Elle est âgée de trois ans à la mort de son père et la régence est assurée par Adam de Baghras, tué par les Assassins en 1220, puis par Kostandin, seigneur héthoumide de Barbaron et de Partzerpert. Elle est d'abord fiancée en 1216 à André, un fils du roi André II de Hongrie, mais les fiançailles sont rompues en 1219. En 1220, un petit-neveu de Léon II, Raymond-Roupen, échappé des geôles d'Antioche, tente de se faire reconnaître roi et s'empare de Tarse, mais il est capturé et tué.
Le 25 janvier 1221, Isabelle épouse Philippe de Poitiers-Antioche, fils de Bohémond IV, prince d'Antioche, et de Plaisance du Gibelet, qui est couronné roi. Mais le jeune roi tente d'établir en Arménie les usages francs, ainsi que le ralliement de l'Église arménienne à l'Église de Rome. Il se rend rapidement impopulaire, une insurrection éclate sous la direction de Kostandin de Barbaron, et Philippe est exécuté le 24 janvier 1226.
Le 14 mai 1226 (mais le mariage n'est reconnu par Rome qu'en 1237), elle est contrainte d'épouser Héthoum Ier, le fils de Constantin de Barbaron, qui devient alors roi d'Arménie. Ce dernier, bien qu'arrivé au pouvoir par une réaction anti-franque, pratique une politique extérieure francophile, tout en conservant à l'intérieur les spécificités politiques et religieuses arméniennes.

## Enfants
Héthoum et Isabelle ont eu :
- Euphémie († 1309), mariée en 1252 à Julien Grenier († 1275), comte de Sidon ;
- Marie († 1310), mariée en 1266 à Guy d'Ibelin ;
- Sibylle († 1290), mariée en 1254 à Bohémond VI (1234, † 1267), prince d'Antioche ;
- Rita, mariée en 1261 à Kostandin, seigneur de Saravantikar ;
- Léon III (1236 † 1289), roi d'Arménie ;
- Vacahk, mort jeune ;
- Thoros (1244, † 1266) ;
- Isabelle († 1269) fiancée en 1267 à Mouid ad-Din Suleiman († 1276).